# Hydrobiosis kiddi
Hydrobiosis kiddi là một loài Trichoptera trong họ Hydrobiosidae. Chúng phân bố ở miền Australasia.